# Пти-бер
Пти-бер (фр. Petit beurre) кекс је француског произвођача Лефевр-Итил (фр. Lefèvre-Utile). Патентирао га је Луј Лефевр-Итил (Louis Lefèvre-Utile) у Нанту 1886. године. Данас се производи широм света и препознатљив је по свом изгледу и укусу. Оригинални Пти-Бер се и даље прави по истом рецепту, у фабрици која носи иницијале његовог творца - "ЛУ" (Lefèvre-Utile). Оригинални Пти-бер прави се од само четири састојка: брашна, шећера, путера, млека.

## Име кекса
Пти-бер, или на француском Petit beurre дословно значи Мали путер, јер је путер један од главних састојака овог кекса.

## Изглед кекса
Кекс Пти-бер има прецизно одређен изглед. По правилу је дугачак 66 милиметара, широк је 54 милиметара, а дебљина му је свега 6,5 милиметара. Тежина једног кекса је 8,33 грама. Сам дизајн је специфичан. Четири велика зупца на угловима представљају четири годишња доба, 52 мања зупца на рубовима број недеља у години, а 24 рупице на површини кекса представљају број сати у дану. Идеја је да се Пти-бер може јести у било које доба дана, током целе године. Осим тога, фонт текста исписаног на површини оригиналног кекса потсећа на рукопис баке једног од произвођача овог кекса. На основу крајње ненаучног истраживања сматра се да већина Француза прво поједе четири угла, а затим остатак кекса. Постоје мишљења да облик овог кекса личи на столњак на којем се често служио чај.

## Историја
Овај чувени кекс створио је Луј Лефевр Итил, оснивач прве француске кондиторске компаније „ЛУ“ у Нанту. Лујеви родитељи Полин-Изабел Итил и Жан-Роман Лефевр били су власници мале пекаре која је основана 1846. године, а коју ће изум Пти-бера касније претворити у светског гиганта. Пти-бер створио је 1886. године. Направио га је по угледу на енглеске бисквите. У то време Французи су увозили бисквите и то углавном из Енглеске. Чак је и препознатљив облик кекса настао захваљујући модли коју је Луј донео из Енглеске.
Године 1897. године заштитни знак овог кекса постао је „мали школарац“, ког је сликар Фирмин Бизе насликао на постеру, по угледу на свог сина Жака. Касније је осмишљен и други кекс, управо са тим називом - Мали школарац (фр. Petit ecolier). Представља варијанту Пти Бера са чоколадним преливом у који је утиснута фигура школарца.
Луј Лефевр Утил, који је био један од пионира индустријске ере, схватио је и важност паковања, грађења имиџа бренда. Са великом пажњом је бирао састојке врхунског квалитета за свој производ. За рекламе је ангажовао велике уметнике свог доба, међу којима је био и Алфонс Муха. Сам је такође поседовао изузетан смисао за индустријски дизајн, који је примењивао на своје производе. У својој кући је окупљао уметнике и подржавао све иновације тог времена. Кекс Пти-бер освојио је прво место у конкуренцији бисквита на Светској изложби 1900. у Паризу. Првобитно се кекс паковао у металне кутије, које данас сакупљају колекционари.
Његов син Луј Мишел је, када је 30-их година 20. века преузео компанију, наставио да примењује уметност у дизајну и маркетингу и уводи иновације у амбалажу. Луј Мишелов син Патрик у дизајн амбалаже уводи колор фотографију.
- Пти-бер у Музује историје Нанта
- Мозаик направљен за Светску изложбу 1900. године
- Дизајн кутије из 1916. на којој је приказана краљица Ранавалона III
- Оглас за Пти-бер из 1924. године
- Реклама на згради (разгледница из 1940)
- Реклама на трамвају (макета из Музеја историје Нанта)

Данас компанија ЛУ послује у оквиру концерна Крафт, а у Нанту се и даље производи исти Пти-бер кекс какав се производио и 1886. године. Широм света продаје се кекс са овим називом, али најчешће квалитет не може да се мери са оригиналним. Годишње се прода око 9.000 тона оригиналног кекса, односно милијарду комада упакованих у 41 милион кутија.
Данас се кекс Пти-бер може наћи у различитим верзијама: погодан за бебе почев од 12 месеци старости, органски, без глутена, чак и са додатком морске соли. У продаји се може наћи, између осталог и слани карамел Пти-бер чизкејк, а у деликатесним трговинама у Нанту продаје се и Пти-бер ликер.
Кекс Пти-бер у Србији производи београдско прехрамбено предузеће Штарк.

## Састав кекса
Оригинални Пти-бер из 1886. садржао је само четири састојка: 
- брашно,
- путер,
- шећер и
- млеко.[2]

Данас се на тржишту широм света може наћи велики број производа са овим именом, различитог састава и са разним додацима. Штарков Пти-бер има следећи састав:
- пшенично брашно,
- шећер,
- путер,
- глукозни сируп,
- биљна маст (палмина, кокосова, сунцокретова),
- пуномасно млеко у праху,
- средства за дизање теста,
- сурутка у праху,
- кухињска со,
- емулгатор (сојин лецитин),
- ароме,
- антиоксиданс.[7]

Нутритивна табела (100 г производа):
|                         | 100 g                      |
| ----------------------- | -------------------------- |
| Енергетска вредност     | 440 cal – 1840 kJ          |
| Масти                   | 12 г                       |
| Засићене масне киселине | 6 г                        |
| Угљени хидрати          | 76 г (од тога шећери 13 г) |
| Биљна влакна            | 3.2 г                      |
| Протеини                | 8 г                        |
| Со                      | 1.3 г                      |

## Употреба у кулинарству
Најчешће се Пти-бер једе уз млеко, чај или чоколадно млеко, али је постао и један од омиљених састојака за брзу и једноставну припрему различитих посластица, колача, чак и торти.

### Рецепт за оригинални Пти-бер
Састојци
- 150 г шећера
- 200 г путера
- 125 мл воде
- 1 кафена кашичица соли
- 500 г брашна
- 2 кафене кашичице прашка за пециво

У шерпу ставити шећер, путер, воду и со, па загревати на штедњаку док се путер и шећер не растопе. Оставити да се прохлади 20 минута, повремено мешајући.
У великој посуди измешати брашно и прашак за пециво, па додати расхлађену мешавину путера и шећера. Промешати варјачом, па месити рукама док тесто не постане уједначено.
Добијено тесто поделити на три једнаке јуфке, и сваку положити на лист папира за печење. Оклагијом растањити тесто преко папира, до дебљине од 2 мм, па пребацити папир на плех за печење. Прекријти плех пријањајућом фолијом и оставити да одстоји у фрижидеру 3 сата.
Пре него што се тесто извади из фрижидера рерну треба загрејати на 180 °C. Обликовати тесто користећи модлу за оригинални Пти-бер. Уместо модлом, тесто се може исећи на квадрате које треба избоцкати чачкалицом. Кекс се пече 10-12 минута, док спољне ивице не постану златно-браонкасте.